# Leptodon acuminatus
Leptodon acuminatus là một loài Rêu trong họ Leptodontaceae. Loài này được (M. Fleisch.) S. Olsson, Enroth & D. Quandt mô tả khoa học đầu tiên năm 2011.